# Får jag lov?
Får jag lov? (engelska: Shall We Dance) är en amerikansk musikalfilm från 1937 i regi av Mark Sandrich. I huvudrollerna ses Fred Astaire och Ginger Rogers.

## Rollista i urval
- Fred Astaire - Peter P. "Petrov" Peters
- Ginger Rogers - Linda Keene
- Edward Everett Horton - Jeffrey Baird
- Eric Blore - Cecil Flintridge
- Jerome Cowan - Arthur Miller
- Ketti Gallian - Lady Denise Tarrington
- William Brisbane - Jim Montgomery
- Harriet Hoctor - sig själv
- Dudley Dickerson - sångare
- Charles Coleman - polis i Central Park